# Acartophthalmus
Genre
Acartophthalmus est un genre d'insectes diptères de la famille des Acartophthalmidae.

## Liste d'espèces
Selon Catalogue of Life (27 févr. 2013) :
- Acartophthalmus bicolor
- Acartophthalmus coxata
- Acartophthalmus latrinalis
- Acartophthalmus nigrinus
- Acartophthalmus pusio

Selon ITIS (27 févr. 2013) :
- Acartophthalmus bicolor Oldenberg, 1910
- Acartophthalmus nigrinus (Zetterstedt, 1848)

Selon NCBI (27 févr. 2013) :
- Acartophthalmus bicolor
- Acartophthalmus nigrinus